# 三朝遼事実録
『三朝遼事實錄』(サンチョウ リョウジ ジツロク)は、明代の実録。
編纂者は明の王在晋で、崇禎12年1639上梓、全17巻 (首巻を含めれば全18巻)。万暦46年1618旧暦4月から天啓7年1627旧暦12月までの9年8箇月間 (万暦・泰昌・天啓三朝) に亘る期間の、遼東における兵事や朝廷における政争などを記す。
清代には禁書とされたが、1931年に江蘇省立国学図書館 (現国立南京図書館)が同館の私蔵版を基に再刊した。
| 巻 | 始     | 始   | 始 | 末     | 末   | 末 |
| 巻 | 明暦   | 西暦 | 月 | 明暦   | 西暦 | 月 |
| -- | ------ | ---- | -- | ------ | ---- | -- |
| 1  | 万暦46 | 1618 | 4  | 万暦47 | 1619 | 10 |
| 2  | 万暦47 | 1619 | 11 | 万暦48 | 1620 | 5  |
| 3  | 泰昌1  | 1620 | 6  | 天啓1  | 1621 | 2  |
| 4  | 天啓1  | 1621 | 3  | 天啓1  | 1621 | 5  |
| 5  | 天啓1  | 1621 | 6  | 天啓1  | 1621 | 8  |
| 6  | 天啓1  | 1621 | 9  | 天啓1  | 1621 | 12 |
| 7  | 天啓2  | 1622 | 1  | 天啓2  | 1622 | 2  |
| 8  | 天啓2  | 1622 | 3  | 天啓2  | 1622 | 4  |
| 9  | 天啓2  | 1622 | 5  | 天啓2  | 1622 | 6  |
| 10 | 天啓2  | 1622 | 7  | 天啓2  | 1622 | 8  |
| 11 | 天啓2  | 1622 | 9  | 天啓2  | 1622 | 12 |
| 12 | 天啓3  | 1623 | 1  | 天啓3  | 1623 | 5  |
| 13 | 天啓3  | 1623 | 6  | 天啓4  | 1624 | 12 |
| 14 | 天啓5  | 1625 | 1  | 天啓5  | 1625 | 8  |
| 15 | 天啓5  | 1625 | 9  | 天啓6  | 1626 | 1  |
| 16 | 天啓6  | 1626 | 2  | 天啓6  | 1626 | 12 |
| 17 | 天啓7  | 1627 | 1  | 天啓7  | 1627 | 12 |

## 脚註

### 典拠
1. ↑  “三朝辽事实录”. 国立国会図書館サーチ. 2024年6月6日閲覧。
2. ↑  “跋”. 三朝遼事實錄. 17. "崇禎巳卯1639上巳日3月3日男會苾謹跋"
3. ↑  鳥井, 克之 (2015). “〈書見台〉南京図書館新館・金陵図書館見聞記”. 図書館フォーラム (関西大学図書館) (20).
4. ↑   三朝遼事實錄. 首巻. 江蘇省立国学図書館. "辛未十又一月江蘇省立國學圖書館厶(私)藏本景(影)印"

### 註釈
1. ↑  参考：维基百科「三朝辽事实录」では「崇祯十一年 (1638年) 成书」としているが、典拠不詳。
2. ↑  参考：目次上は12月としているが、巻17の最後の記述は11月。
3. ↑  参考：维基百科「三朝辽事实录」は1930年としている。
4. ↑  参考：清代の両江総督・端方により1907年に創設された「江南図書館」が濫觴で、辛亥革命後の1927年、民国政府が大学区制を実施したことにより「第四中山大学国学図書館」に改名、続けて翌1928年には「国立中央大学国学図書館」に改名されたが、翌1929年に大学区制が廃止されると「江蘇省立国学図書館」に改名されて江蘇省教育庁の直属機関となり、新中国成立直後の華東軍政委員会文化部の指導時代を経て、1952年に「国立南京図書館」と改名されて現在に至る。[3]
5. ↑  参考：神宗が崩御した1620年は、本来なら万暦の48年だが、光宗は即位したその年の9月に崩御したため、翌1621年に熹宗の元号「天啓」に改めると、光宗の元号「泰昌」が消滅してしまうことから、光宗の即位からその年の末までは「泰昌」、それ以前は「万暦」、翌年からは「天啓」と定められた。